# 熊炜 (1966年)
熊炜（1966年7月—2022年11月），湖北省应城县人。六四事件時期的學生領袖。

## 生平
熊炜是北京清华大学无线电系85级的学生。六四事件時期的1989年6月13日，北京市公安局发布高自联在逃分子通缉令，熊炜名列全国通缉21名学生领袖名单上的第20位。1989年6月14日，當時正位於辽宁省的熊炜由母亲带领下去自首。熊炜被關押在秦城监狱，1990年6月免於起訴獲釋，其後定居美國。熊炜生前一度中风，2022年病逝。